# Aceros Olarra
Aceros Inoxidables Olarra S. A. es una empresa española dedicada a la fabricación de productos largos de acero inoxidable. La fábrica está situada en Lujua (Vizcaya, País Vasco), junto al aeropuerto y a tres kilómetros del Puerto de Bilbao.
La compañía fue una de las primeras en la utilización del proceso Argon-Oxygen-Decarburation (AOD) para la obtención de acero inoxidable, y cuenta con sendos laboratorios físico y químico, así como el certificado de gestión medioambiental ISO 14001: 1996.
El 95% de su producción se vende en la Unión Europea.

## Historia
Olarra fue creada por el empresario Luis Olarra en 1955, siendo ya entonces su actividad principal la producción de aceros inoxidables.
En 1979 entró en suspensión de pagos y pasó a manos del Estado, al igual que otras compañías del sector. Tras su reestructuración fue privatizada, de modo que en 1994 el 70% correspondía a Digeco (un grupo de inversores vascos liderado por Sabino Arrieta, exviceconsejero de Interior del Gobierno vasco con el PNV y presidente de Sidenor) y el 30% restante a la corporación italiana Rodacciai (propiedad de la familia Roda).
En 1996 Rodacciai ejerció su opción de compra de un 55% adicional y se convirtió en el accionista mayoritario al controlar el 85% de la compañía, mientras que el grupo de Arrieta se quedó con el 15% restante.